# House of Sugar
| Совокупная оценка    | Совокупная оценка |
| Источник             | Оценка            |
| -------------------- | ----------------- |
| AnyDecentMusic?      | 8.1/10            |
| Metacritic           | 86/100            |
| Оценки критиков      |                   |
| Источник             | Оценка            |
| AllMusic             | [ 3 ]             |
| Clash                | 8/10              |
| Consequence of Sound | B+                |
| Exclaim!             | 9/10              |
| MusicOMH             | [ 7 ]             |
| NME                  | [ 8 ]             |
| Pitchfork            | 8.6/10            |
| Q                    | [ 10 ]            |
| The Skinny           | [ 11 ]            |
| Tiny Mix Tapes       | [ 12 ]            |

House of Sugar — восьмой студийный альбом американского музыканта Alex G, вышедший 13 сентября 2019 года на независимом лейбле Domino Recording Company.
Название альбома является отсылкой как к SugarHouse Casino в Филадельфии, так и к пряничному домику из сказки «Гензель и Гретель».

## Запись
House of Sugar был записан в Нью-Йорке, и дома у Алекса в Филадельфии, за исключением трека «SugarHouse (Live)», который был записан в Duck Room в клубе Blueberry Hill в Сент-Луисе 6 ноября 2018 года. Барабаны для «Walk Away», «Hope», «Taking» и «Crime» были записаны на PUDH II. Барабаны для «Near» были записаны в The Acchione’s в Филадельфии.

## Релиз
(Сэнди) Alex G дебютировал в чарте Billboard Emerging Artists после выхода House of Sugar. Альбом появился в ряде чартов Billboard, в том числе занял 5-е место в чарте альбомов Heatseekers, а также 3-е место в чарте виниловых альбомов Vinyl Albums, 20-е место в рейтинге продаж рок-альбомов Rock Album Sales и 43-е место в рейтинге продаж лучших альбомов Top Album Sales с 5000 эквивалентными копиями альбомов.

## Отзывы
Альбом получил положительные отзывы музыкальной критики и интернет-изданий. Он получил 86 из 100 баллов на интернет-агрегаторе Metacritic.
Ханна Флинт из журнала Q высоко оценила музыкальную вариативность альбома, отметив: «Поначалу House of Sugar может вызвать ощущение, что вы случайно оставили включенной кнопку shuffle (случайного перемешивания), но после нескольких прослушиваний именно эти повороты и изгибы делают альбом таким приятным для прослушивания».

### Итоговые списки
| Публикация      | Список                             | Ранг | Ссылка |
| --------------- | ---------------------------------- | ---- | ------ |
| Exclaim!        | Top 20 Pop and Rock Albums of 2019 | 4    | [ 17 ] |
| Noisey          | Top 100 Albums of 2019             | 3    | [ 18 ] |
| Noisey          | Top 100 Albums of the 2010s        | 97   | [ 19 ] |
| No Ripcord      | Top 50 Albums of 2019              | 6    | [ 20 ] |
| Obscure Sound   | Top 50 Albums of 2019              | 5    | [ 21 ] |
| Pitchfork       | Top 50 Albums of 2019              | 17   | [ 22 ] |
| Pitchfork       | Best Rock Albums of 2019           | -    | [ 23 ] |
| Stereogum       | Top 50 Albums of 2019              | 6    | [ 24 ] |
| Under the Radar | Top 100 Albums of 2019             | 64   | [ 25 ] |

## Список композиций
Слова и музыка всех песен — Alexander Giannascoli.
| №                   | Название            | Длительность |
| ------------------- | ------------------- | ------------ |
| 1.                  | «Walk Away»         | 4:16         |
| 2.                  | «Hope»              | 2:36         |
| 3.                  | «Southern Sky»      | 3:12         |
| 4.                  | «Gretel»            | 3:10         |
| 5.                  | «Taking»            | 2:14         |
| 6.                  | «Near»              | 2:09         |
| 7.                  | «Project 2»         | 2:22         |
| 8.                  | «Bad Man»           | 1:51         |
| 9.                  | «Sugar»             | 2:48         |
| 10.                 | «In My Arms»        | 2:43         |
| 11.                 | «Cow»               | 2:44         |
| 12.                 | «Crime»             | 3:59         |
| 13.                 | «SugarHouse (Live)» | 3:41         |
| Общая длительность: | Общая длительность: | 37:45        |

| №                   | Название                      | Длительность |
| ------------------- | ----------------------------- | ------------ |
| 14.                 | «Gretel (Solo)»               | 2:12         |
| 15.                 | «SugarHouse (Solo)»           | 2:07         |
| 16.                 | «Fell (Live at The Headroom)» | 5:37         |
| Общая длительность: | Общая длительность:           | 47:58        |

## Чарты
| Чарт                                         | Высшая позиция |
| -------------------------------------------- | -------------- |
| Великобритания (UK Independent Albums Chart) | 40             |
| США (Billboard Top Alternative Albums)       | 25             |
| США (Billboard Independent Albums)           | 16             |